# Blue Dragon Film Award du meilleur acteur
Le Blue Dragon Film Award du meilleur acteur (청룡영화상 남우주연상) est une récompense du cinéma décernée tous les ans dans le cadre des Blue Dragon Film Awards et qui récompense le meilleur acteur de l'année.

## Palmarès

### Années 1960
- 1963 : Kim Seung-ho pour le rôle de Kim Deok-sam dans Hyeolmaek (혈맥)
- 1964 : Kim Jin-kyu dans Ingyeo ingan (잉여인간)
- 1965 : Choi Moo-ryong dans Aleumdaun nundongja (아름다운 눈동자)
- 1966 : Shin Young-kyun dans Shijang (시장)
- 1967 : Kim Seung-ho pour le rôle de Kyu-bok dans Sanbul (산불)
- 1969 : Shin Young-kyun dans Bunnyeo (카인의 후예)

### Années 1970
- 1970 : Park No-sik dans Neoui ileumeun yeoja (너의 이름은 여자)
- 1971 : Choi Moo-ryong dans La Femme de feu (화녀, Hwanyeo)
- 1972 : Park No-sik dans Seokhwachon (석화촌)
- 1973 : Shin Young-kyun dans Samil cheonha (삼일천하)

### Années 1990
- 1990 : Ahn Sung-ki pour le rôle de Lee Tae dans Nambugun (남부군)
  - Im Kwon-taek pour le rôle de Kim Du-han dans Le Fils du général (장군의 아들, Janggunui adeul)
  - Moon Sung-keun pour le rôle de Gi‑yeong dans La République noire (그들도 우리처럼, Geudeuldo uricheoreom)
  - Park Chul-soo pour le rôle de Seung-chil dans Danji geudaega yeojalaneun iyumaneulo (단지 그대가 여자라는 이유만으로)
  - Kim In-mun pour le rôle de Doo-chil dans Sutalg (수탉)

- 1991 : Im Sung-min pour le rôle de Kim Woo-jin dans Saui chanmi (사의 찬미)
  - Ahn Sung-ki pour le rôle de Choi Jong-su dans Nuga yongui baltobeul boatneunga (누가 용의 발톱을 보았는가)
  - Lee Deok-hwa pour le rôle de Hae-weol dans L'Aube de la civilisation (개벽, Gaebyeok)
  - Jeong Bo-seok pour le rôle de Lee Young-hoon dans Jeolmeun nalui chosang (젊은날의 초상)
  - Choi Min-soo pour le rôle de Hwang Mi-ho dans Ageuneseuleul wihayeo (아그네스를 위하여)

- 1992 : Moon Sung-keun pour le rôle de R dans Gyeongmajang ganeun gil (경마장 가는 길)
  - Ahn Sung-ki pour le rôle de Han Ki-ju dans White Badge (하얀 전쟁, Hayan jeonjaeng)
  - Lee Geung-young pour le rôle de Pyon Chin-su dans White Badge (하얀 전쟁, Hayan jeonjaeng)
  - Yu In-chon dans Kimui jeonjaeng (김의 전쟁)
  - Choi Min-soo pour le rôle de Kim Tae‑kyu dans Gyeolhon iyagi (결혼 이야기)

- 1993 : Kim Myung-gon pour le rôle Yu-bong dans La Chanteuse de pansori (서편제, Seopyeonje)
  - Moon Sung-keun pour le rôle de Yeong-seop dans 101beonjjae Proposal (101번째 프로포즈)
  - Ahn Sung-ki pour le rôle de Lee Ho-suk dans Geudae anui blue (그대 안의 블루)
  - Lee Geung-young pour le rôle de Chang dans Geu yeoja, geu namja (그 여자, 그 남자)
  - Lee Deok-hwa pour le rôle de Man-seok dans Saleolilatda (살어리랏다)

- 1994 :
  - Moon Sung-keun pour le rôle de « Moi » dans Neoege nareul bonaenda (너에게 나를 보낸다)
  - Park Joong-hoon pour le rôle de Lee Yong-de dans Gameui beobjig (게임의 법칙)
    - Ahn Sung-ki pour le rôle de Jo dans Two Cops (투캅스)
    - Lee Geung-young pour le rôle de Geung-young dans Saesang bakkeuro (세상 밖으로)
    - Dokgo Young-jae pour le rôle de Yoon Myeong-gil dans Hollywood Kid eu saengae (헐리우드 키드의 생애)

- 1995 : Choi Min-soo pour le rôle de Soo-hyun dans Terrorist (테러리스트)
  - Park Joong-hoon pour le rôle de Park Bong-soo dans Manura jugigi (마누라 죽이기)
  - Ahn Sung-ki pour le rôle Henri Park dans Hairdresser (헤어 드레서)
  - Han Suk-kyu pour le rôle Bong Joon-soo dans Dr. Bong (닥터 봉)
  - Hong Kyeong-in pour le rôle de Jeon Tae-il dans Jeon Tae-il (아름다운 청년 전태일, Areumdaun cheongnyeon Jeon Tae-il)

- 1996 : Moon Sung-keun pour le rôle de Jang dans A Petal (꽃잎, Ggotip)
  - Kim Min-jong pour le rôle de Woo Eun-keom dans Gwicheondo (귀천도)
  - Park Joong-hoon pour le rôle de Kang Min-ho dans Two Cops 2 (투캅스2)
  - Ahn Sung-ki pour le rôle de M. X dans Park Bong-gon gachulsageon (박봉곤 가출 사건)
  - Han Suk-kyu pour le rôle de Soo-hyeon / Jong-moon dans Gingko Bed (은행나무 침대, Eunhaengnamoo chimdae)

- 1997 : Han Suk-kyu pour le rôle de Kim Mak-dong dans Green Fish (초록 물고기, Chorok mulgogi)
  - Kim Seung-woo pour le rôle de Ji-seok dans Ghost Mamma (고스트 맘마)
  - Jeong Woo-seong pour le rôle de Min dans Beat (비트)
  - Park Shin-yang pour le rôle de Kim Suk-tae dans Motel Seoninjang (모텔 선인장)
  - Park Joong-hoon pour le rôle de Hwang Seong-chul dans Gangpae sueob (깡패 수업)

- 1998 : Park Shin-yang pour le rôle de Gong Sang-du dans Yagsog (약속)
  - Kim Seung-woo pour le rôle de Kwan Hyuk‑su dans Namjaui hyanggi (남자의 향기)
  - Ahn Sung-ki pour le rôle de Myeong Seong-ki dans Saenggwabu uijaryo cheonggu sosong (생과부 위자료 청구 소송)
  - Lee Jung-jae pour le rôle de Woo-in dans Jeongsa (정사)
  - Han Suk-kyu pour le rôle de Jung-won dans Palwolui Christmas (8월의 크리스마스)

- 1999 : Lee Jung-jae pour le rôle de Hong-ki pour dans Taeyangeun eobda (태양은 없다)'
  - Park Joong-hoon pour le rôle de Woo Deon-suk dans Sur la trace du serpent (인정사정 볼것없다, Injeong sajeong bol geot eobtda)
  - Choi Min-soo pour le rôle de 202 / le capitaine dans Phantom: The Submarine (유령, Yuryeong)
  - Choi Min-sik pour le rôle de Park Mu-young dans Nom de code : Shiri (쉬리, Swiri)
  - Han Suk-kyu pour le rôle du détective Jo dans La 6e Victime (텔 미 썸딩, Tell Me Something)

### Années 2000
- 2000 : Sul Kyung-gu pour le rôle de Kim Yong-ho dans Peppermint Candy (박하사탕, Bakha satang)
  - Song Kang-ho pour le rôle du sergent Oh Kyeong-pil dans Joint Security Area (공동경비구역 JSA, Gongdonggyeongbiguyeok JSA)
  - Shin Hyun-joon pour le rôle de Yu Jin-ha dans Bichunmoo, légende d'un guerrier (비천무, Bichunmoo)
  - Yu Ji-tae pour le rôle de Ji In dans Ditto (동감, Donggam)

- 2001 : Choi Min-sik pour le rôle de Kang-jae dans Failan (파이란)
  - Yu Oh-seong pour le rôle de Joon-seok dans Friend (친구, Chingu)
  - Jang Dong-gun pour le rôle de Lee Han Dong-su dans Friend (친구, Chingu)
  - Yu Ji-tae pour le rôle de Sang-woo dans One Fine Spring Day (봄날은 간다, Bomnaleun ganda)
  - Lee Byung-hun pour le rôle de Seo In-woo dans Bungee Jumping-reul hada (번지점프를 하다)
  - Cha Seung-won pour le rôle de Choi Gi-dong dans Kick the Moon (신라의 달밤, Sillaui dalbam)

- 2002 : Sul Kyung-gu pour le rôle de Kang Chul-joong dans Public Enemy (공공의 적, Gonggongui jeog)
  - Song Kang-ho pour le rôle de Park Dong-jin dans Sympathy for Mister Vengeance (복수는 나의 것, Boksuneun naui geot)
  - Lee Byung-hun pour le rôle de Dae-jun dans Addicted (중독, Joongdok)
  - Jang Dong-gun pour le rôle du soldat Kang dans The Coast Guard (해안선, Haeanseon)
  - Choi Min-sik pour le rôle de Jang Seung-eop dans Ivre de femmes et de peinture (취화선, Chihwaseon)
  - Kim Seung-woo pour le rôle de Heo Bong-gu dans Lightereul kyeora (라이터를 켜라)

- 2003 : Choi Min-sik pour le rôle d'Oh Dae-su dans Old Boy (올드보이)
  - Park Joong-hoon pour le rôle de Kye-baek dans Once Upon a Time in a Battlefield (황산벌, Hwangsanbul)
  - Song Kang-ho pour le rôle de la détective Park Doo-man dans Memories of Murder (살인의 추억, Salinui chueok)
  - Jeong Woo-seong pour le rôle de Cha Cheol-min dans Ddong gae (똥개)
  - Cha Seung-won pour le rôle de Kim Bong-doo dans Seonsaeng Kim Bong-du (선생 김봉두)

- 2004 : Jang Dong-gun pour le rôle de Lee Jin-tae dans Frères de sang (태극기 휘날리며, Taegukgi hwinallimyeo)
  - Park Shin-yang pour le rôle de Choi Chang-hyeok dans The Big Swindle (범죄의 재구성, Beomjweui jaeguseong)
  - Song Kang-ho pour le rôle de Seong Han-mo dans The President's Barber (효자동 이발사, Hyojadong ibalsa)
  - Choi Min-sik pour le rôle de Hyun-woo dans Springtime (꽃피는 봄이 오면, Ggotpineun bomi omyeon)
  - Han Suk-kyu pour le rôle de Lee Ki-hoon dans The Scarlet Letter (주홍글씨, Juhong geulshi)

- 2005 : Hwang Jeong-min pour le rôle de Seok-joong dans Tu es mon destin (너는 내 운명, Neoneun nae unmyeong)
  - Cho Seung-woo pour le rôle de Cho-won dans Marathon (말아톤)
  - Lee Byung-hun pour le rôle de Kim Sun-woo dans A Bittersweet Life (달콤한 인생, Dalkomhan insaeng)
  - Park Hae-il pour le rôle de Lee Yoo-rim dans Rules of Dating (연애의 목적, Yeonaeui mokjeok)
  - Ryoo Seung-bum pour le rôle de Yu Sang-hwan dans Crying Fist (주먹이 운다, Jumeogi unda)

- 2006 :
  - Park Joong-hoon pour le rôle de Choi Gon dans Radio Star (라디오 스타)
  - Ahn Sung-ki pour le rôle de Park Min-soo dans Radio Star (라디오 스타)
    - Jo In-sung pour le rôle de Kim Byung-doo dans A Dirty Carnival (비열한 거리, Biyeolhan geori)
    - Cho Seung-woo pour le rôle de Kim Goni dans Tazza: The High Rollers (타짜, Tajja)
    - Kam Woo-sung pour le rôle de Jang-saeng dans Le Roi et le Clown (왕의 남자, Wangeui namja)
    - Song Kang-ho pour le rôle de Park Gang-du dans The Host (괴물, Gwoemul)

- 2007 : Song Kang-ho pour le rôle Kang In-goo dans Uahan segye (우아한 세계)
  - Hwang Jeong-min pour le rôle de Young-soo dans Haengbok (행복)
  - Joo Jin-mo pour le rôle d'In-ho dans A Love (사랑, Sarang)
  - Kim Sang-kyeong pour le rôle de Kang Min-woo dans May 18 (화려한 휴가, Hwaryeohan hyuga)
  - Sul Kyung-gu pour le rôle de Han Kyung-bae dans Voice of a Murderer (그놈 목소리, Geunom moksori)

- 2008 : Kim Yoon-seok pour le rôle d'Eom Joong-ho dans The Chaser (추격자, Chugyeogja)
  - Ha Jeong-woo pour le rôle de Je Yeong-min dans The Chaser (추격자, Chugyeogja)
  - Kim Joo-hyuk pour le rôle de Noh Deok-hoon dans Anaega gyeolhonhaetda (아내가 결혼했다)
  - Lee Byung-hun pour le rôle de Park Chang-yi (la brute) dans Le Bon, la Brute et le Cinglé (좋은 놈, 나쁜 놈, 이상한 놈, Joheun nom, Nappeun nom, Isanghan nom)
  - Song Kang-ho pour le rôle de Yun Tae-goo (le cinglé) dans Le Bon, la Brute et le Cinglé (좋은 놈, 나쁜 놈, 이상한 놈, Joheun nom, Nappeun nom, Isanghan nom)
  - Sul Kyung-gu pour le rôle de Kang Chul-joong dans Public Enemy Returns (강철중: 공공의 적 1-1, Gang cheoljung: Gonggongui jeog 1-1)

- 2009 : Kim Myung-min pour le rôle de Baek Jong-woo dans Closer to Heaven (내 사랑 내 곁에, Nae sarang nae gyeotae)
  - Ha Jeong-woo pour le rôle de Cha Heon-tae / Bob dans Take Off (국가대표, Gukga daepyo)
  - Jang Dong-gun pour le rôle de Cha Ji-wook dans Good Morning President (굿모닝 프레지던트)
  - Kim Yoon-seok pour le rôle de Jo Pil-seong dans Geobuki dalinda (거북이 달린다)
  - Song Kang-ho pour le rôle de Sang-hyun dans Thirst, ceci est mon sang (박쥐, Bakjwi)

### Années 2010
- 2010 : Jung Jae-young pour le rôle de Cheon Yong-deok dans Moss (이끼, Iggi)
  - Kang Dong-won pour le rôle de Song Ji-won dans The Secret Reunion (의형제, Uihyeongje)
  - Lee Byung-hun pour le rôle de Kim Soo-hyeon dans J'ai rencontré le Diable (악마를 보았다, Akmareul boatda)
  - Park Hee-soon pour le rôle de Kim Won-kang dans Maenbalui kkum (맨발의 꿈)
  - Won Bin pour le rôle de Cha Tae-sik dans The Man from Nowhere (아저씨, Ajeossi)

- 2011 : Park Hae-il pour le rôle de Choi Nam-yi dans War of the Arrows (최종병기 활, Choejongbyeonggi hwal)
  - Go Soo pour le rôle de Kim Soo-hyeok dans Gojijeon (고지전)
  - Gong Yoo pour le rôle de Kang In-ho dans Silenced (도가니, Dogani)
  - Kim Yoon-seok pour le rôle de Myun Jung-hak dans The Murderer (황해, Hwanghae)
  - Yoon Kye-sang pour le rôle de Poongsan dans Poongsangae (풍산개)

- 2012 : Choi Min-sik pour le rôle de Choi Ik-hyun dans Nameless Gangster (범죄와의 전쟁, Bumchoiwaui junjaeng)
  - Ahn Sung-ki pour le rôle de Kim Kyung-ho dans Bureojin hwasal (부러진 화살)
  - Ha Jeong-woo pour le rôle de Choi Hyung-bae dans Nameless Gangster (범죄와의 전쟁, Bumchoiwaui junjaeng)
  - Kim Yoon-seok pour le rôle de Lee Dong-ju dans Wandeuki (완득이)
  - Lee Byung-hun pour le rôle de Gwanghaegun / Ha-sun dans Masquerade (광해: 왕이 된 남자, Gwanghae: Wangi doen namja)

- 2013 : Hwang Jeong-min pour le rôle de Jung Chung dans New World (신세계, Sinsegye)
  - Ha Jeong-woo pour le rôle de Yoon Young-hwa dans The Terror Live (더 테러 라이브)
  - Ryu Seung-ryong pour le rôle de Lee Yong-gu dans Miracle in Cell No. 7 (7번방의 선물, 7beonbangui seonmul)
  - Sul Kyung-gu pour le rôle d'Im Dong-hoon dans Wish (소원, So-won)
  - Song Kang-ho pour le rôle de Nae-gyeong dans Gwansang (관상)

- 2014 : Song Kang-ho pour le rôle de Song U-seok dans The Attorney (변호인, Byeonhoin)
  - Choi Min-sik pour le rôle de l'amiral Yi Sun-sin dans The Admiral: Roaring Currents (명량-회오리바다, Myeonglyang: hoeolibada)
  - Jeong Woo-seong pour le rôle de Tae-seok dans The Divine Move (신의 한 수, Sin-ui hansu)
  - Lee Sun-kyun pour le rôle de Ko Gun-su dans Hard Day (끝까지 간다, Ggeutggaji ganda)
  - Park Hae-il pour le rôle de Yoon Min-cheol dans Whistle Blower (제보자, Jeboja)

- 2015 : Yoo Ah-in pour le rôle du prince Sado dans Sado (사도)
  - Hwang Jeong-min pour le rôle de Seo Do-cheol dans Vétéran (베테랑)
  - Jung Jae-young pour le rôle de Ham Chun-su dans Un jour avec, un jour sans (지금은맞고그때는틀리다, Jigeumeun matgo geuttaeneun tteullida)
  - Lee Jung-jae pour le rôle de Yem Sek-jin dans Assassination (암살, Amsal)
  - Song Kang-ho pour le rôle de Yeongjo dans Sado (사도)

- 2016 : Lee Byung-hun pour le rôle d'Ahn Sang-goo dans Inside Men (내부자들, Naeboojadeul)
  - Ha Jeong-woo pour le rôle de Jung-soo dans Tunnel (터널)
  - Jeong Woo-seong pour le rôle de Han Do-kyung dans Asura: The City of Madness (아수라, Asura)
  - Kwak Do-won pour le rôle de Jong-goo dans The Strangers (곡성, Gokseong)
  - Song Kang-ho pour le rôle de Lee Jung-chool dans The Age of Shadows (밀정, Miljeong)

- 2017 : Song Kang-ho pour le rôle de Man-seob dans A Taxi Driver (택시 운전사, Taeksi unjeonsa)
  - Jo In-sung pour le rôle de Park Tae-soo dans The King (더 킹)
  - Kim Yoon-seok pour le rôle de Kim Sang-heon dans The Fortress (남한산성, Namhansanseong)
  - Lee Byung-hun pour le rôle de Choi Myung-kil dans The Fortress (남한산성, Namhansanseong)
  - Sul Kyung-gu pour le rôle de Jae-ho dans Sans pitié (불한당: 나쁜 놈들의 세상, Bulhadang: Nabbeun nomdeului sesang)

- 2018 : Kim Yoon-seok pour le rôle de Park Cheo-won dans 1987: When the Day Comes (1987)
  - Ha Jeong-woo pour le rôle de Gang-rim dans Along With the Gods : Les Deux Mondes (신과함께: 죄와 벌, Singwahamkke: Joewa beol)
  - Ju Ji-hoon pour le rôle de Kang Tae-oh dans Dark Figure of Crime (암수살인, Amsusalin)
  - Lee Sung-min pour le rôle de Ri Myung-woon dans The Spy Gone North (공작, Gongjak)
  - Yoo Ah-in pour le rôle de Lee Jong-su dans Burning (버닝)

- 2019 : Jeong Woo-seong pour le rôle de Soon-ho dans Innocent Witness (증인, Jeungin)
  - Ryu Seung-ryong pour le rôle du chef d'escouade Go dans Korean Fried Chicken (극한직업, Geukan jigeop)
  - Sul Kyung-gu pour le rôle de Jung-il dans Birthday (생일, Saengil)
  - Song Kang-ho pour le rôle de Kim Ki-taek dans Parasite (기생충, Gisaengchung)
  - Jo Jeong-seok pour le rôle Yong-nam dans Exit (엑시트)

### Années 2020
- 2020 : Yoo Ah-in pour le rôle de Tae-in dans Voice of Silence (소리도 없이, Sorido eopsi)
  - Lee Byung-hun pour le rôle de Kim Gyu-pyeong dans L'Homme du président (남산의 부장들, Namsanui bujangdeul)
  - Lee Jung-jae pour le rôle de Ray dans Deliver Us from Evil (다만 악에서 구하소서, Daman akeseo goohasoseo)
  - Hwang Jeong-min pour le rôle de Kim In-nam dans Deliver Us from Evil (다만 악에서 구하소서, Daman akeseo goohasoseo)
  - Jeong Woo-seong pour le rôle de Han Kyeong-jae dans Steel Rain 2: Summit (강철비2: 정상회담, Gangcheolbi 2: Jeongsanghwedam)

- 2021 : Sul Kyung-gu pour le rôle de Jeong Yak-jeon dans The Book of Fish (자산어보, Jasaneobo)
  - Byun Yo-han pour le rôle de Jang Chang-dae dans The Book of Fish (자산어보, Jasaneobo)
  - Kim Yun-seok pour le rôle de Han Sin-seong dans Escape from Mogadishu (모가디슈, Mogadisyu)
  - Jo In-sung pour le rôle de Kang Dae-jin dans Escape from Mogadishu (모가디슈, Mogadisyu)
  - Song Joong-ki pour le rôle de Kim Tae-ho dans Space Sweepers (승리호, Seungriho)

- 2022 : Park Hae-il pour le rôle de Hae-jun dans Decision to Leave (헤어질 결심, Heeojil gyeolsim)
  - Sul Kyung-gu pour le rôle de Kim Woon-beom dans Kingmaker (킹메이커)
  - Song Kang-ho pour le rôle de Sang-hyeon dans Les Bonnes Étoiles (브로커, Broker)
  - Jeong Woo-seong pour le rôle de Kim Jung-do dans Hunt (헌트)
  - Lee Byung-hun pour le rôle de Park Jae-hyuk dans Défense d'atterrir (비상선언, Bisangseongeon)

- 2023 : Lee Byung-hun dans le rôle de Yeong-tak dans Concrete Utopia (콘크리트 유토피아)
  - Doh Kyung-soo pour le rôle de Hwang Sun-woo dans The Moon (더 문)
  - Ryu Jun-yeol pour le rôle de Kyung-soo dans The Night Owl (올빼미, Olppaemi)
  - Yoo Hae-jin pour le rôle de Chi-ho dans Honey Sweet (달짝지근해: 7510, Daljjakjigeunhae: 7510)
  - Song Kang-ho pour le rôle de Kim Ki-yeol dans Ça tourne à Séoul ! (거미집, Geomijip)

- 2024 : Hwang Jeong-min dans le rôle de Chun Doo-gwang dans Seoul Spring (서울의 봄, Seoul-ui bom)
  - Lee Sung-min pour le rôle de Kang Jae-pil dans Handsome Guys (핸섬가이즈, Haenseomgaijeu)
  - Lee Je-hoon pour le rôle de Lim Gyu-nam dans Escape (탈주, Talju)
  - Jeong Woo-seong pour le rôle de Lee Tae-shin dans Seoul Spring (서울의 봄, Seoul-ui bom)
  - Choi Min-sik pour le rôle de Kim Sang-deok dans Exhuma (파묘, Pamyo)